# Dornier Do 328
Il Dornier Do 328, successivamente denominato Fairchild-Dornier 328, è un aereo di linea regionale bimotore turboelica ad ala alta, prodotto dall'azienda tedesca Dornier Luftfahrt GmbH e successivamente, dopo l'acquisizione, dalla statunitense Fairchild Dornier.

## Storia del progetto

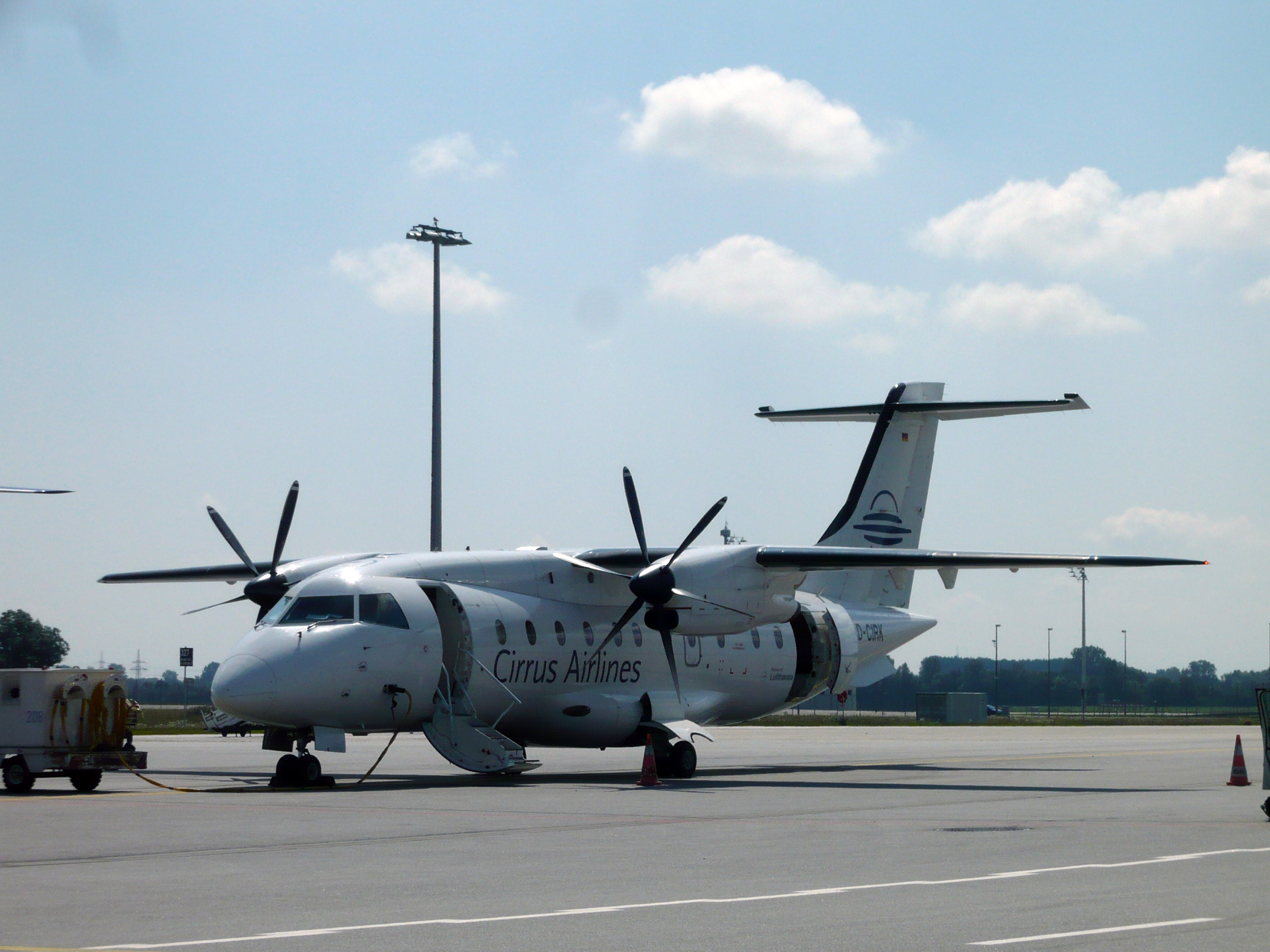
Un 328-100

Il programma di realizzazione del Do 328 risale a quando la Dornier, ancora di proprietà dell'azienda tedesca Deutsche Aerospace AG, era intenzionata ad entrare nel mercato degli aerei passeggeri a breve/corto raggio con un massimo di circa 100 posti a sedere, i cosiddetti "regional". Il progetto si basava sulle esperienze acquisite dal precedente Do 228, o meglio sulla sua particolare tipologia d'ala chiamata TNT ("Tragflügel neuer Technologie"), realizzata in collaborazione con il governo tedesco, caratterizzata dall'adozione di un profilo alare supercritico. Grazie a questa tecnologia abbinata ad una fusoliera di forma maggiormente aerodinamica, il Do 328 risultò avere eccellenti valori di velocità massima e di spazio necessario per il decollo.
Alla data dell'avvio alla produzione, negli anni novanta, il mercato degli aerei regionali era già affollato da numerosi velivoli aventi le caratteristiche simili ed il Do 328 faticò a ricavarsi uno spazio.
Il 21 agosto 2019 è stata annunciata la fondazione di DRA Gmbh., una nuova azienda con linee di assemblaggio a Lipsia-Halle e Oberpfaffenhofen, con lo scopo di attivare la produzione di un modello aggiornato del Do 328. Il 7 dicembre 2020 l'azienda, rinominata Deutsche Aircraft, ha presentato al pubblico la nuova versione D328eco, che si prevede entrerà in servizio entro il 2025.

## Versioni

Il Do 328 turboelica a confronto con la variante turboventola.

- 328-100: versione iniziale del Do 328
- 328-110: sviluppo della versione iniziale caratterizzata dall'incremento dell'autonomia
- 328-120: sviluppo dalla maggiori capacità STOL
- 328-130: con progressiva riduzione della forza del timone alle velocità più alte
- 328-300: versione dotata di motori turboventola, ridenominata in seguito Fairchild Dornier 328JET
- D328eco: versione progettata da Deutsche Aircraft dotata di nuovi Pratt & Whitney Canada PW127 e nuove eliche, nuovo cockpit, fusoliera allungata di 2,1 metri e capacità STOL anche da piste semi-preparate.[2]

## Utilizzatori

### Civili
Al gennaio 2022, dei 217 esemplari prodotti (compresi i Do 328JET), 111 sono operativi. Il Dornier Do 328 non è più in produzione, tutti i velivoli ordinati sono stati consegnati.
Gli utilizzatori sono:
- Private Wings (10 esemplari)
- Sun-Air of Scandinavia (10 esemplari)
- Ultimate Jetcharters (8 esemplari)
- Key Lime Air (7 esemplari)
- Dornier Aviation Nigeria (5 esemplari)
- JoinJet (4 esemplari)
- MHS Aviation (4 esemplari)
- Central Mountain Air (3 esemplari)
- Denver Air Connection (3 esemplari)
- SkyBird Air (3 esemplari)
- Aero-Dienst (2 esemplari)
- Avex Air Transport (2 esemplari)
- Platinum Skies Aviation (2 esemplari)
- Taos Air (2 esemplari)
- Advanced Air (1 esemplare)
- Air Peace (1 esemplare)
- Angola Air Services (1 esemplare)
- Calm Air (1 esemplare)
- Comtran International (1 esemplare)
- Deutsche Aircraft (1 esemplare)
- Eagle Air (1 esemplare)
- Genesa Dirgantara (1 esemplare)
- Hi-Jet Helicopters (1 esemplare)
- Kush Aviation (1 esemplare)
- Luxaviation (1 esemplare)
- Mirada Manager (1 esemplare)
- Pratt & Whitney Engine Services (1 esemplare)
- Rhein-Neckar Air (1 esemplare)
- Royal Star Aviation (1 esemplare)
- Sishen Iron Ore Company (1 esemplare)
- Swift Flite (1 esemplare)
- SEAir International (1 esemplare)
- AVIAROMA (numero esemplari non specificato)

### Governativi e militari
Gli utilizzatori sono:
- United States Air Force (21 esemplari)
- AeroRescue (4 esemplari)
- Botswana Defence Force (1 esemplare)
- Policía Federal Mexico (1 esemplare)
- République du Tchad (1 esemplare)

### Riviste
- (EN) Gordon Swanborough, Dornier 328: A Daimler for Commuters, in Air International, Vol. 42, No. 3, marzo 1992,  pp. 123-128, ISSN 0306-5634 (WC · ACNP).